# Archiv für populäre Musik im Ruhrgebiet
Das Archiv für populäre Musik im Ruhrgebiet e.V. ist ein Verein mit Sitz in Dortmund zur Bewahrung musikalischen Kulturguts im Ruhrgebiet.

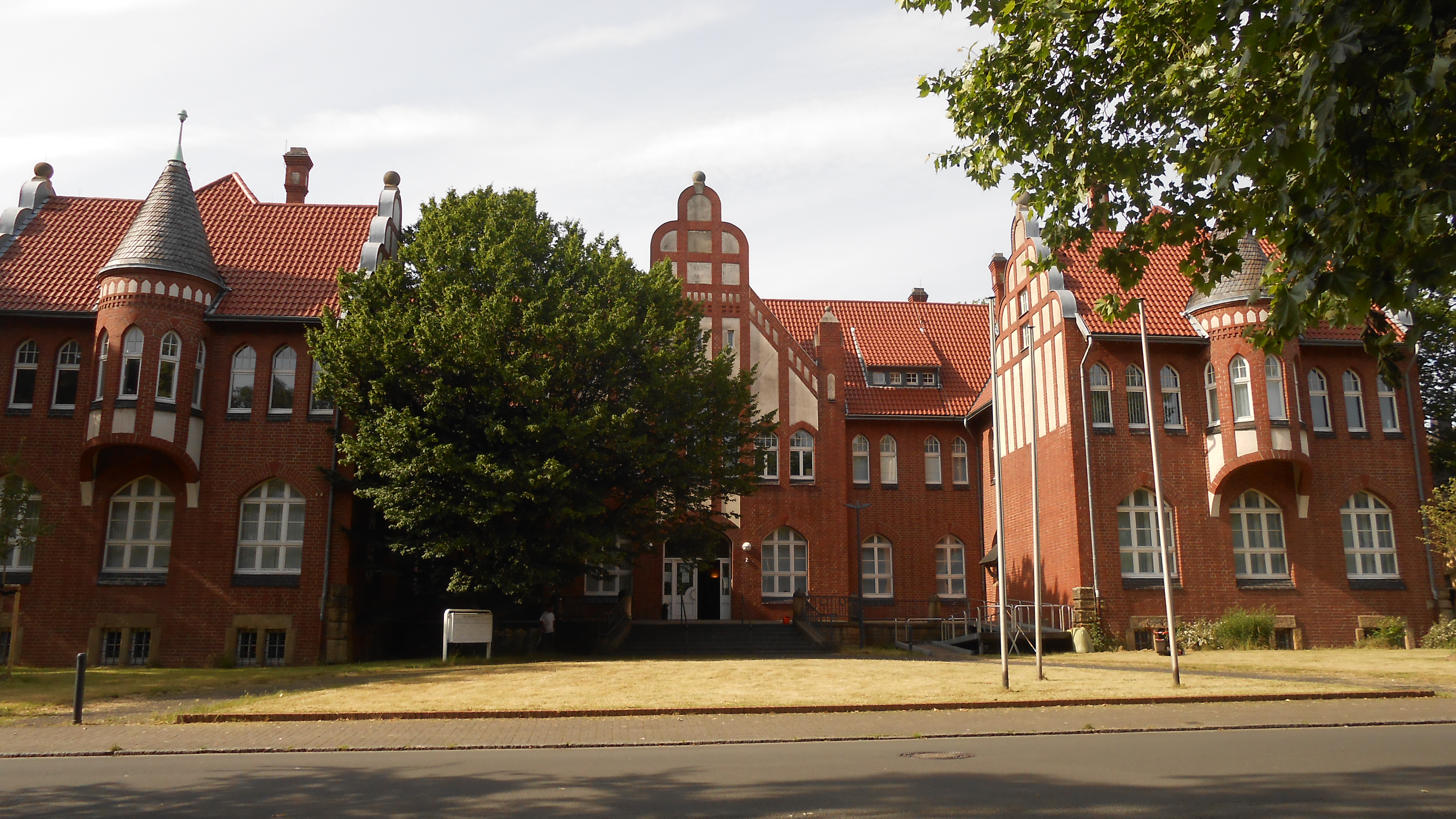
Das als „Evinger Schloss“ bekannte ehemalige Wohlfahrtsgebäude der Alten Kolonie Ewing, denkmalgeschützter Sitz des Archivs (Foto: 2016)

## Geschichte
Seit 2006 verfolgen Hans Schreiber und Richard Ortmann die Bewahrung musikalischen Kulturgut im Ruhrgebiet. Anfänglich hatten sie dazu in Dortmund in der Güntherstr. 65, im Musik- und Kulturzentrum (MUK), Räume angemietet. Der Musiker Ortmann und der Soziologe und Ökonom Schreiber beschäftigten sich mit der Archivierung musikalischer Materialien sowie mit der Archivierung von Tönen, Klängen und Geräuschen. Unter dem Namen MUSIC information and documentation center RUHR traten sie der unter dem Deutschen Musikrat vernetzten internationalen Vereinigung von Dokumentations- und Informationszentren zu Musikkulturen bei.
Mit dem Namen war eine Schwerpunktsetzung auf die Musik- und Klanglandschaft des Ruhrgebiets angelegt. Der Umzug 2013 in das ehemalige Wohlfahrtsgebäude der Zeche Minister Stein, dem „Evinger Schloss“ in der denkmalgeschützten Alten Kolonie Eving in Dortmund-Eving am Nollendorfplatz 2, machte die Gründung eines eingetragenen Vereins notwendig. Unter dem Namen Archiv für populäre Musik im Ruhrgebiet e.V. wurde die Verbindung zur Region betont.

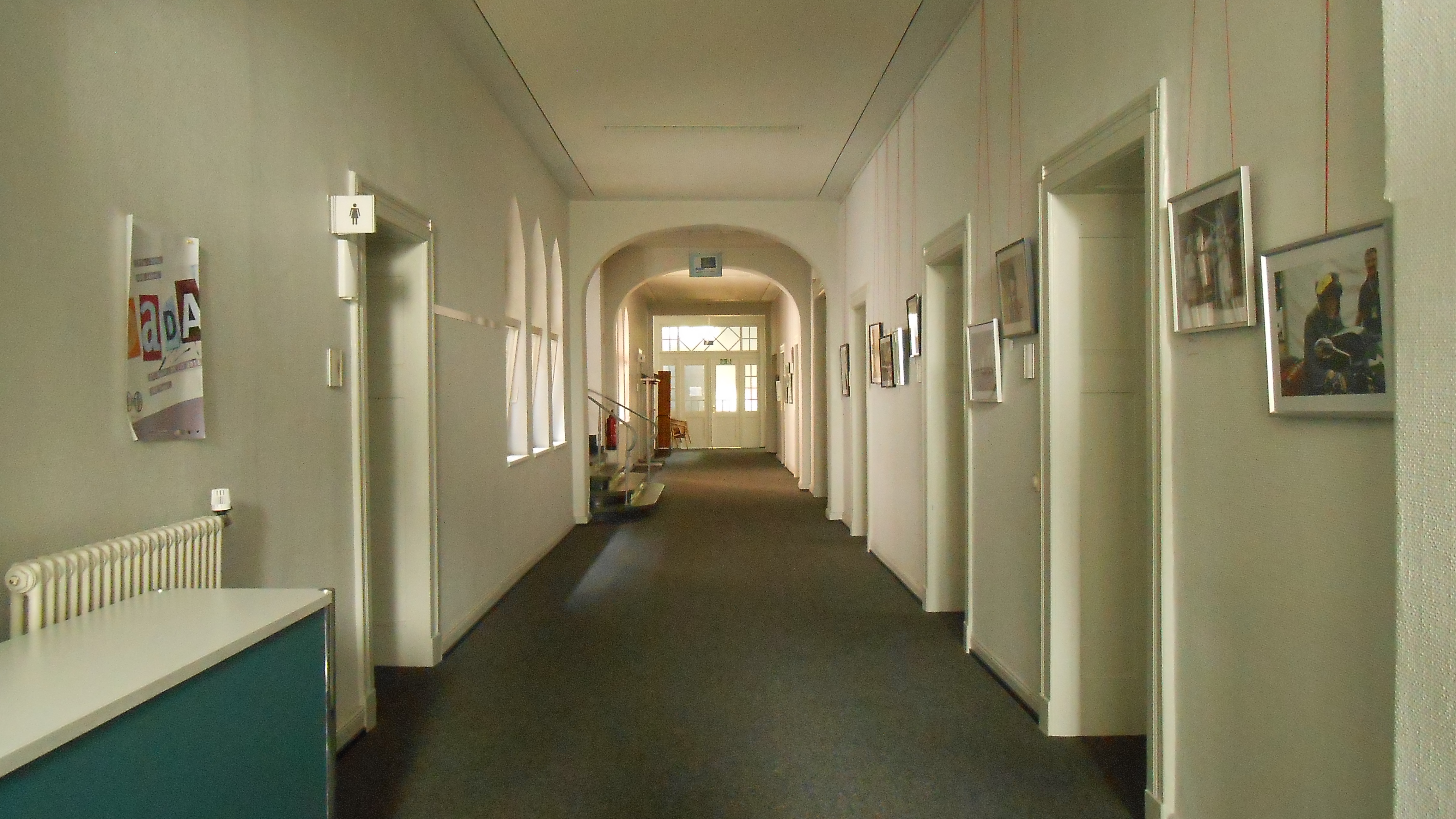
Im Archiv für populäre Musik im Ruhrgebiet (Foto: 2016)

## Sammlungsbestände
Für das Archiv für populäre Musik im Ruhrgebiet wurde zur Definition des Sammlungsbestandes eine pragmatische Entscheidung getroffen, die die weitere Sammlungsrichtung weitgehend offen lässt: „Alles außer Klassik“ wird als populäre Musik verstanden. Somit ist das Archiv offen für alle Stile und Genres sowie für dreidimensionale, außergewöhnliche Exponate der Musikgeschichte. Grundlage des Archivs bildeten die Sammlungen von Hans Schreiber und Richard Ortmann, die viele Jahrzehnte Musikgeschichte umfassen. Ein Ziel des Archivs war und ist es, die zahlreichen privaten und öffentlichen Sammlungen zur Musikgeschichte in der Region zu bündeln und an einem Ort zusammenzutragen – dies gilt physisch und virtuell im Sinne von Vernetzung und Informationsaustausch.
Zum Bestand gehören aber auch Überlassungen größerer Archive, wie z. B. das ‘Kurt Oster Archiv‘, das im letzten Jahr aufgenommen wurde.
Angesprochen werden mit dem Archiv für populäre Musik im Ruhrgebiet auch all jene, die sich von ihren Sammlungen trennen wollen. Zum Bestand des Archivs für populäre Musik im Ruhrgebiet gehören deshalb nicht nur Tonträger, sondern Filme, Fotos, Bücher, Zeitschriften, Magazine, Fanzines, Programmhefte, Tickets, Plakate, schriftliche Aufzeichnungen, Noten, Instrumente, Briefwechsel sowie zahlreiche Memorabilien. Musikgeschichte und Technikgeschichte stehen in einem engen Zusammenhang, somit findet man auch Exponate zum Thema „Technik und Musik“, hier unterteilt in Produktionstechnik (Studio und Live-Equipment ebenso wie Musikinstrumente) und Abspieltechnik.
Die Geschichte der populären Musik ist im Archiv durch sämtliche Genres vertreten, beginnend mit Worksongs, Gospel, Blues, Jazz, Swing, Tanzmusik, Schlager, Soul, Rock ’n’ Roll, Country, Folk, Arbeiterlieder, Politische Lieder, Skiffle, Beat, Folk-Rock, Rock, Rhythm ’n’ Blues, British Blues, Krautrock, Psychedelic, Fusion, Rock-Jazz, Free-Jazz, Electronic, Punk, Neue Deutsche Welle, Metal, Grunge, Rap, HipHop, Techno, Neue Musik, Experimentelle Musik, Avantgarde.

## Veranstaltungen
Das Archiv ist für die Öffentlichkeit zugänglich. Mit dem Spielstättenprogrammpreis Applaus der Initiative Musik ausgezeichnet, veranstaltet das Archiv Ausstellungen, Seminare, Workshops, Vorträge, Lesungen, Foren, Tagungen und auf der Bühne des Evinger Schlosses „Gesprächskonzerte“.

## Ausstellungen
- 2016: Rock und Pop im Pott – 60 Jahre Musikgeschichte im Ruhrgebiet.[3] Sonderausstellung im Ruhr Museum in Kooperation mit dem Archiv für populäre Musik im Ruhrgebiet e.V. und dem rock’n’popmuseum.[4]
- 2016: Fotoausstellung zum Thema Rock- und Poplegenden der 60er und 70er Jahre mit Fotos von Carl van der Walle im Evinger Schloss, Dortmund

## Veröffentlichung
- Hans Schreiber: Das Archiv für populäre Musik im Ruhrgebiet. In: Rock- und Popkultur im Ruhrgebiet, Forum Geschichtskultur Ruhr, Ausgabe 01/2016, ISSN 1436-7661, S. 33–35.